# Zatoczek Rossmaesslera
Zatoczek Rossmässlera (Gyraulus rossmaessleri) – gatunek ślimaka słodkowodnego z rodziny zatoczkowatych (Planorbidae). Jego nazwa honoruje niemieckiego biologa Emila Adolfa Rossmässlera.

## Występowanie
Zasięg występowania tego gatunku obejmuje Europę Środkową i Wschodnią. Występuje w zbiornikach okresowych. W Polsce jest gatunkiem rzadkim, spotykanym na torfowiskach.

## Budowa
Muszla o wymiarach 1,3–1,5 × 4–6 mm, brązowa, nieprzezroczysta, bardzo drobno i regularnie prążkowana drobnymi liniami spiralnymi. 4–4,5 skrętów z głębokim szwem, ostatni zaokrąglony, nie narasta w pobliżu otworu.